# Dian Fossey
Dian Fossey, född 16 januari 1932 i San Francisco, Kalifornien, död 26 december 1985 nära Karisoke forskningsstation i Volcanoes nationalpark i provinsen Ruhengeri i Rwanda, var en amerikansk arbetsterapeut, etolog och primatolog. Fossey intresserade sig för gorillor och studerade dem dagligen i bergsskogarna i Rwanda. Hon uppmuntrades att arbeta där av den kände paleontologen Louis Leakey och hennes arbete påminner något om Jane Goodalls arbete med schimpanser.

## Biografi
Dian Fossey föddes i Fairfax i Marin County, men växte upp i San Francisco, Kalifornien.
En berömd episod berättar om när Fossey mötte en rasande gorillahanne. Hans vrål och trummande på bröstkorgen fick inte Fossey att springa därifrån.
Hon stod kvar.
När gorillahannen kom riktigt nära yttrade hon det enda ordet "Bu".
Det stred så fullständigt mot gorillans instinkter att han stannade upp, tystnade, och vände åter in i djungeln. Episoden har berättats som exempel på hur beteenden styrda av instinkt kan hanteras genom att agera på ett sätt som strider mot instinkten i fråga.
Fosseys bok De dimhöljda bergens gorillor (översättning Margareta Eklöf, Forum, 1984) är både en beskrivning av hennes vetenskapliga arbete och hennes memoarer om hur hon kom att börja studera gorillor i Afrika. Delar av hennes berättelse blev senare filmen De dimhöljda bergens gorillor med Sigourney Weaver i rollen som Fossey (1988). Det har även gjorts en opera om Fossey, som hade premiär våren 2006.
Fossey hittades mördad 53 år gammal i den rwandiska provinsen Ruhengeri 1985. Bevis tyder på att mordet planerats av Protais Zigiranyirazo, tidigare guvernör över Ruhengeri, som även är känd för att ha skapat de dödspatruller som var med och dödade över 800 000 rwandier 1994.[källa behövs].

## Forskning
Fossey kom till Afrika första gången 1963 då hon började studera bergsgorillors beteende i Virunga Volcanoes i Kongo. Fossey tillbringade 13 år tillsammans med bergsgorillorna och forskade på gorillorna i deras naturliga habitat. Den forskning som Fossey bedrev bestod till största del i att beskriva bergsgorillornas liv. Fossey beskrev hur berggorillornas habitat såg ut och vad de åt för föda. En annan del bestod i att kartlägga bergsgorillornas sjukdomar och orsaker till dödsfall i habitatet. I forskningen beskrevs hur bergsgorillorna formade sina grupper och sina familjer samt hur deras familjedynamik och gruppdynamik sedan såg ut. Bergsgorillornas beteende i familje- och grupprocesser var något som tidigare inte hade varit fastställt. Fossey beskrev t.ex. 16 olika typer av ljud som bergsgorillorna gjorde för att kommunicera med varandra.
Fossey var kritisk till de ekonomiska vinsterna som turismen kring utrotningshotade arter ger upphov till. Istället förespråkade hon ett långsiktigt perspektiv på den aktiva konserveringen av bergsgorillorna. Istället för turismverksamhet ansåg Fossey att de dagliga konserverande aktiviteterna, såsom att förstöra fällor och fängsla tjuvskyttar, är en bättre plan för att lätta på trycket för de utrotningshotade djuren.

### Resa till Afrika
Fossey tackade nej till ett erbjudande om att följa med familjen Henrys på en afrikansk turné på grund av bristande ekonomi, men 1963 lånade hon 8 000 dollar (en årslön), tog ut sina besparingar och åkte på ett sju veckor långt besök i Afrika. I september 1963 anlände hon till Nairobi i Kenya.  Där träffade hon skådespelaren William Holden, ägare till Treetops Hotel, som presenterade henne för sin safariguide John Alexander. Alexander blev hennes guide under de kommande sju veckorna genom Kenya, Tanzania, Demokratiska republiken Kongo och Rhodesia, numera Zimbabwe. Alexanders rutt innehöll besök i Tsavo, Afrikas största nationalpark, saltsjön Manyara, känd för att locka till sig gigantiska flamingoflockar, och Ngorongorokratern, känd för sitt rika djurliv.  De två sista platserna för hennes besök var Olduvai Gorge i Tanzania (Louis och Mary Leakeys arkeologiska plats) och Mt. Mikeno i Kongo, där den amerikanske zoologen George Schaller 1959 hade genomfört en ettårig banbrytande studie av bergsgorillan. I Olduvai Gorge träffade Fossey Leakeys när de undersökte området för att hitta fossil från hominider. Leakey pratade med Fossey om den engelska primatologen Jane Goodalls arbete och vikten av långsiktig forskning om människoapor.
Även om Fossey hade brutit fotleden när hon besökte Leakeys, bodde hon den 16 oktober på Walter Baumgartels lilla hotell i Uganda, Travellers Rest. Baumgartel, som var en förespråkare för gorillabevarande, var en av de första som såg fördelarna som turismen kunde ge området, och han presenterade Fossey för de kenyanska djurfotograferna Joan och Alan Root. Paret gick med på att låta Fossey och Alexander campa bakom deras eget läger, och det var under dessa få dagar som Fossey för första gången mötte vilda bergsgorillor.  Efter att ha bott hos vänner i Rhodesia återvände Fossey hem till Louisville för att betala tillbaka sina lån. Hon publicerade tre artiklar i tidningen The Courier-Journal där hon beskrev sitt besök i Afrika.

### Forskning i Kongo
När Leakey besökte Louisville under en landsomfattande föreläsningsturné tog Fossey med sig de färgbilagor som hade publicerats om hennes Afrika-resa i Courier-Journal för att visa dem för Leakey, som mindes henne och hennes intresse för bergsgorillor. Tre år efter den ursprungliga safarin föreslog Leakey att Fossey skulle kunna genomföra en långtidsstudie av gorillorna på samma sätt som Jane Goodall hade gjort med schimpanser i Tanzania.  Leakey ordnade finansiering för att Fossey skulle kunna forska om bergsgorillorna, och Fossey lämnade sitt jobb för att flytta till Afrika.
Efter att ha studerat swahili och lyssnat på en kurs i primatologi under de åtta månader det tog att få visum och finansiering anlände Fossey till Nairobi i december 1966. Med hjälp av Joan Root och Leakey skaffade Fossey nödvändiga förnödenheter och en gammal Land Rover med canvastopp som hon döpte till "Lily". På vägen till Kongo besökte Fossey Gombe Stream Research Centre för att träffa Goodall och observera hennes forskningsmetoder med schimpanser.  Fossey, som åtföljdes av fotografen Alan Root, som hjälpte henne att få arbetstillstånd för Virungabergen, inledde sina fältstudier i Kabara i Kongo i början av 1967, på samma äng där Schaller hade slagit läger sju år tidigare. Root lärde henne grundläggande gorillaspårning, och hans spårare Sanwekwe hjälpte senare till i Fosseys läger. Fossey levde i tält på huvudsakligen konserver och en gång i månaden vandrade Fossey ner för berget till "Lily" och gjorde den två timmar långa bilfärden till byn Kikumba för att fylla på med mat.

## Digitfonden
Varje död av en gorilla i händerna på tjuvskyttar sårade Fossey djupt. I början av år 1978 skulle det visa sig att hennes favoritgorilla, vid namn Digit, som Fossey hade studerat i närmare tio år också hade fallit för samma tragiska öde. 
Ian Redmond, Fosseys unga engelska forskningsassistent sa om händelsen “När jag berättade för henne vad som hände, var det som en fönsterlucka som sjönk bakom hennes ögon” Jag hittade faktiskt hans kropp. Det var hemskt. Dian såg honom i tio år. Hans händer var avskurna. Jag betraktade honom som en vän, men för Dian var förmodligen Digit mycket mer. För Fossey var det en personlig förlust”
Fossey beskrev själv händelsen på följande sätt: "Det finns tillfällen då man inte kan acceptera fakta av rädsla för att krossa ens varelse ... Hela Digits liv sedan mitt första möte med honom som en lekfull liten boll av svart fluff tio år tidigare, hälls genom mitt sinne. Från det fruktansvärda ögonblicket kom jag att leva inom en isolerad del av mig själv." 
Efter Digits död grundade Fossey Digitfonden med målet att samla in pengar för bevarandet av gorillor, det vill säga, att arbeta mot tjuvskyttar. Redmond uttryckte det som: “Hon kanaliserade sin känsla till handling. Under de mellanliggande åren har det bevarandearbete som hon inledde och andra följt, hjälpt till att bevara bergsgorillorna. Vi har Dian att tacka för det."

## Priser och utmärkelser
År 2021 tilldelades hon postumt The Perfect World Foundation Award för hennes ovärderliga bidrag till bevarandet av hotade arter och hennes outtröttliga arbete för att skydda bergsgorillorna i Rwanda. Priset är en av de mest prestigefyllda utmärkelserna inom natur- och miljöskydd och delas ut av den svenska organisationen The Perfect World Foundation.